# Verwaltungsabkommen
Ein Verwaltungsabkommen im deutschen Staatsrecht ist ein internationaler Vertrag zwischen Staaten oder anderen Gebietskörperschaften.

## Allgemeines
Je nachdem, ob ein Verwaltungsabkommen von der Bundesregierung oder einem Fachressort eines der Bundesministerien abgeschlossen wird, kann man zwischen Regierungsabkommen und Ressortabkommen differenzieren (§ 72 Abs. 1 GGO).

## Internationale Verwaltungsabkommen
Bei Verwaltungsabkommen mit Vertragspartnern außerhalb der Bundesrepublik handelt es sich um völkerrechtliche Verträge, und zwar nach herrschender Lehre um all diejenigen völkerrechtlichen Verträge, die nicht unter Art. 59 Abs. 2 Satz 1 GG fallen, die also weder die politischen Beziehungen des Bundes regeln, noch sich auf Gegenstände der Bundesgesetzgebung beziehen und daher von der Exekutive auch ohne Mitwirkung des Gesetzgebers abgeschlossen werden können. Verwaltungsabkommen können somit da abgeschlossen werden, wo auf innerstaatlicher Ebene kein förmliches Gesetz erforderlich wäre und ein Handeln der Verwaltung zum Beispiel durch Verordnung, Verwaltungsvorschrift oder Realakt zulässig wäre. Sie bedürfen daher nicht der Beteiligung des Gesetzgebers.
Um im Verhältnis zwischen dem Staat und den Bürgern zu gelten, müssen Verwaltungsabkommen in binnenstaatliches Recht transformiert werden. Entsprechend der Zuständigkeit der Verwaltung zum Abschluss des Verwaltungsabkommens erfolgt dies durch eine Verwaltungsvorschrift, in der Regel durch Verordnung. Ergeht keine Verordnung, gelten Verwaltungsabkommen lediglich für die Exekutive selbst.

## Binnenstaatliche Verwaltungsabkommen
Verwaltungsabkommen können auch zwischen dem Bund und den Ländern oder zwischen den Ländern geschlossen werden. Sie werden auch Verwaltungsvereinbarungen genannt. Die Rechtsnatur dieser Verträge ist umstritten.
- Beispielsweise ist nach § 6 WpHG die Zusammenarbeit zwischen dem Bund und den börsenaufsichtsführenden Ländern durch Verwaltungsabkommen zu regeln.
- Durch Verwaltungsabkommen wird auch die Finanzierung der Braunkohlesanierung in der Lausitz und in Mitteldeutschland geregelt.[3]
- Auch der Rundfunkstaatsvertrag zwischen den 16 Bundesländern wird nach der Rechtsprechung des Bundesverwaltungsgerichts als Verwaltungsabkommen qualifiziert.[4]

## Staatsverträge
Das Verwaltungsabkommen ist inhaltlich vom Staatsvertrag zu unterscheiden, denn letzterer regelt völkerrechtlich relevante Angelegenheiten zwischen Staaten.